# Mathilde Lefebvre
Mathilde Lefebvre (4 mei 1899 - 15 april 1912) was een Frans dodelijk slachtoffer van de ramp met het schip Titanic op 15 april 1912. Ze reisde samen met haar moeder, broer en twee zussen als derdeklassepassagiers. In 2017 werd in Canada een brief in een fles gevonden die geschreven zou zijn door Mathilde Lefebvre aan boord van de Titanic.

## Biografie
Haar vader was geëmigreerd van Frankrijk naar de Verenigde Staten en werkte in een mijn in Iowa. Hij liet van daar zijn vrouw (Marie Daumont) en zijn vier kinderen (Mathilde (12), Jeanne (8), Henri (5) en Ida (3)) uit Liévin overkomen. Het gezin scheepte in op de Titanic in Southampton op 10 april als derdeklassepassagiers. Ze kwamen allen om bij het zinken van de Titanic. Het lichaam van Mathilde werd niet teruggevonden.

## Boodschap in een fles
In 2017 werd op een strand in Hopewell Rocks (New Brunswick) aan de Bay of Fundy in Canada een glazen fles met daarin een briefje gevonden. Het briefje was geschreven in het Frans, gedateerd op 13 april 1912 en ondertekend door Mathilde Lefebvre. De tekst vermeldt dat de fles in het midden van de Atlantische Oceaan in zee is geworpen en dat de schrijver over enkele dagen in New York hoopt aan te komen. Aan de zoeker van de fles wordt verzocht de familie Lefebvre in Liévin te verwittigen.
Deze objecten werden onderzocht door wetenschappers van de Universiteit van Québec in Rimouski. De merktekens op de fles en de chemische samenstelling van het glas van de fles zijn compatibel met fabricage aan het begin van de 20e eeuw. Ook C14-datering van de kurk, het papier en de inkt konden de authenticiteit niet weerleggen. Al deze analyses sluiten een vervalsing evenwel niet uit, omdat het mogelijk is dat een oude fles, kurk en papier zijn gebruikt.
Aan de hand van de zeestromen zou men verwachten dat de fles zou aanspoelen in Europa, maar de vindplaats in Canada kan aan de hand van de zeestromen niet volledig worden uitgesloten. Een ander element dat werd onderzocht is het handschrift. Hiervoor was er geen vergelijkingsmateriaal van Mathilde Lefebvre voorhanden. Maar experten menen dat het gebruikte handschrift te persoonlijk lijkt voor een 12-jarige en te ver afstaat van het handschrift dat destijds in Franse scholen werd aangeleerd.